# Heinkel He 111
Heinkel He 111 je bil nemški dvomotorni bombnik druge svetovne vojne.

He 111 je nastal pod masko hitrega potniškega letala za Lufthanso. Zasnovala sta ga brata  Siegfried in Walter Günter v letih 1934 - 1935, postal pa je najpomembnejši bombnik Luftwaffe v prvem delu vojne in kljub zastarelosti ostal na tekočih trakovih vse do leta 1944. V številnih inačicah so jih izdelali okoli 7.500, upoštevajoč tudi povojno proizvodnjo v Španiji. 

## Nastanek
Glavna Heinklova konstruktorja brata dvojčka Siegfried in Walter Günter sta se pri načrtovanju novega letala ozirala po njunem prejšnjem delu na uspešnem He 70. Heinkel He 70 Blitz je pomenil njun vstop med takratna najmodernejša letala s svojo aerodinamično obliko povsem gladkih površin kovinske gradnje. Tako sta se po njem zgledovala tudi pri večjem, dvomotornem letalu, ki so ga najprej namenili za nemškega letalskega prevoznika. Lufthansa je namreč takrat, še v času prepovedi nemškega vojnega letalstva, predstavljala temelje, tako po letalih kot po njihovih posadkah, za kasnejšo Luftwaffe. 

## Specifikacije (He 111 H-6)
Podatki iz Nowarra, Heinz J. Heinkel He 111: A Documentary History; Nowarra 1980, p. 251.
Splošne karakteristike
- Posadka: 5
- Dolžina: 16,4 m (53 ft 9½ in)
- Razpon kril: 22,60 m (74 ft 2 in)
- Višina: 4,00 m (13 ft 1½ in)
- Površina kril: 87,60 m² (942,92 ft²)
- Teža praznega letala: 8680 kg (19136lb lb)
- Naložena teža: 12030 kg (26500 lb)
- Maks. vzletna teža: 14000 kg (30864 lb)
- Pogon letala: 2 ×  Tekočinsko haljeni obrnjeni V12 Jumo 211F-1 ali 211 F-2, 986 kW (1300 KM)  vsak

 Zmogljivost 
- Maks. hitrost: 440 km/h (273 mph)
- Doseg: 2300 km (1429 milj) z maks. gorivom
- Višina leta: 6500 m (21330 ft)
- Hitrost vzpenjanja: 20 minut do višine 5185 m (17000 ft)
- Obremenitev kril: 137 kg/m² (28,1 lb/ft²)
- Razmerje moč/teža: 0,082 kW/kg (0,049 KM/lb)

Oborožitev

- Strelno orožje: 

  - Do 7 × 7.92 mm MG 15 strojnic ali MG 81 strojnic, lahko pa tudi kombinacija z:
  - 1 × 20 mm MG FF top
  - 1 × 13 mm MG 131 strojnica
- Bombe: 

  - Do 2500 kg bomb

## Specifikacije (He 111 C-0)
Podatki iz Regnat, Karl-Heinz. Black Cross Volume 4: Heinkel He 111; Regnat 2004, p. 23.
Splošne karakteristike
- Posadka: 2
- Dolžina: 17,5 m (57' 5")
- Razpon kril: 22,60 m (74 ft 2 in)
- Višina: 4,10 m (13' 5⅜")
- Površina kril: 87,60 m² (942,92 ft²)
- Teža praznega letala: 5400 kg (11905lb lb)
- Naložena teža: 9610 kg (21186 lb)
- Pogon letala: 2 ×  tekočinsko hlajeni obrnjeni V12 BMW VI,  (660 KM)  vsak

 Zmogljivost 
- Maks. hitrost: 310 km/h (193 mph)
- Doseg: 2,400 (1491 milj)
- Višina leta: 4800 m (15750 ft)
- Obremenitev kril: 109,7 kg/m² (22,45 lb/ft²)